# Billy Talent (альбом)
Billy Talent (с англ. — «Билли Талент») — дебютный студийный альбом канадской рок-группы Billy Talent, выпущенный 16 сентября 2003 года лейблом Atlantic Records. Предыдущий альбом группы — Watoosh! (1999 г.) — был выпущен под их старым названием Pezz.
Альбом имел значительный успех в продажах. «Try Honesty» стал успешным первым синглом, за которым последовали другие синглы «The Ex», «River Below» и «Nothing to Lose» в конце 2003 и 2004 годов. Группа отыграла аншлаговые концерты в Канаде и США и добилась успеха в Европе. Группа получила премию Juno (они выиграли две премии Juno в номинациях «Лучший альбом года» и «Лучшая группа года»), а также номинации и награды MuchMusic Video Award. Альбом Billy Talent стал трижды платиновым в Канаде.

## Выпуск и продвижение
В августе 2013 года Billy Talent объявили о канадском туре под названием «A Return to the Roots», который должен был состояться осенью того же года. Во время тура группа исполнила весь трек-лист первого одноимённого альбома в прямом эфире, чтобы отпраздновать его 10-летие. Вскоре после тура группа объявила о переиздании альбома, приуроченном к 10-летию, которое вышло 26 ноября 2013 года на лейбле Warner Bros. Records. В комплект вошёл бонусный диск с редкими демозаписями и концертными записями из списка композиций альбома.

## Коммерческий успех
Альбом Billy Talent дебютировал на 6-м месте в Canadian Albums Chart, продав 7700 копий за первую неделю. В январе 2021 года альбом был четырежды платиновым в Канаде. В период с 1996 по 2016 год Billy Talent входил в число 15 самых продаваемых альбомов канадских групп в Канаде и в число 40 самых продаваемых альбомов канадских исполнителей в целом по Канаде.

## Отзывы критиков
| Оценки критиков        | Оценки критиков |
| Источник               | Оценка          |
| ---------------------- | --------------- |
| AllMusic               | [ 6 ]           |
| The Daily Princetonian | благоприятно    |
| Decoy Music            | [ 8 ]           |
| Ottawa XPress          | [ 9 ]           |
| Q                      | [ 10 ]          |
| Rock Hard              | 9.5/10          |
| Sputnikmusic           | [ 12 ]          |

В 2005 году альбом Billy Talent занял 453-е место в списке «500 величайших рок- и метал-альбомов всех времён» по версии журнала Rock Hard.

## Список композиций
Все тексты написаны Бенджамином Ковалевичем, вся музыка написана группой Billy Talent.
| №                   | Название                | Длительность |
| ------------------- | ----------------------- | ------------ |
| 1.                  | «This Is How It Goes»   | 3:27         |
| 2.                  | «Living in the Shadows» | 3:15         |
| 3.                  | «Try Honesty»           | 4:13         |
| 4.                  | «Line & Sinker»         | 3:37         |
| 5.                  | «Lies»                  | 2:58         |
| 6.                  | «The Ex»                | 2:40         |
| 7.                  | «River Below»           | 2:59         |
| 8.                  | «Standing in the Rain»  | 3:20         |
| 9.                  | «Cut the Curtains»      | 3:50         |
| 10.                 | «Prisoners of Today»    | 3:53         |
| 11.                 | «Nothing to Lose»       | 3:38         |
| 12.                 | «Voices of Violence»    | 3:10         |
| Общая длительность: | Общая длительность:     | 41:01        |

## Участники записи
| Billy Talent - Бенджамин Ковалевич — вокал - Иэн Ди’Сэй — бэк-вокал, гитара - Джонатан Гэллант — бэк-вокал, бас-гитара - Аарон Соловонюк — барабаны Производственный персонал - Гэвин Браун — продюсер - Том Бейкер — мастеринг - Крис Лорд-Элдж — сведение - Жакир Кинг — запись - Пол Сильвера, Шелдон Захарко — звукоинженер - Кит Армстронг, Шелдон Захарко — ассистент звукоинженера - Курт Дэйл — барабанный техник - Райан Дэйл — гитарный техник | Художественное оформление - Кристина Дитмар — арт-директор - Иэн Ди’Сэй, Лоуренс Азеррад — арт-директор, дизайн - Дастин Рабин, Питер Ван Хаттем — фотограф Дополнительный персонал - Пол Бак, Ральф Джеймс, Рон Опалески — букинг - Кевин Уильямсон — A&R - Синди Уокер, Дженнифер Херст, Стив Блэр — ассистент A&R - Том Стормс — A&R-координатор - Марк Боттинг, Скотт Уэлч, Джей Абрахам, Терри Кэнхэм — менеджмент |

## Чарты
| Чарт                                   | Позиция в чартах |
| -------------------------------------- | ---------------- |
| Австрия (Ö3 Austria)                   | 38               |
| Канада (Canadian Albums Chart)         | 6                |
| Германия (Offizielle Top 100)          | 97               |
| Великобритания (UK Albums Chart)       | 124              |
| США (Billboard 200)                    | 194              |
| США (Billboard Top Heatseekers Albums) | 11               |

## Сертификации
| Регион | Сертификация  | Продажи  |
| --- | ------------- | -------- |
| Канада (Music Canada) | 4× Платиновый | 400 000  |
| Канада (Music Canada) · 10th Anniversary Edition                                                                                          | Золотой       | 40 000   |
| Германия (BVMI) | Платиновый    | 200 000^ |
| Великобритания (BPI) | Серебряный    | 60 000   |
| ^ Данные о тиражах приведены только на основе сертификации. · Данные о продажах + прослушиваниях приведены только на основе сертификации. |               |          |